# Бойко Аркадій Єльсеварович
 Арка́дій Єльсева́рович Бо́йко — солдат Збройних Сил України, учасник російсько-української війни, що загинув у ході російського вторгнення в Україну в 2022 році.

## Життєпис
Народився 28 березня 1996 року в селищі Устинівка Кропивницького району Кіровоградської області. 
Солдат, проходив військову службу в підрозділі 95 ОДШБр.
Загинув 13 березня 2022 року в бою поблизу селища Макарів Київської області. Чин прощання із загиблим та його бойовими побратимами, які також загинули в боях з російськими окупантами, командиром відділення старшиною Анатолієм Сидоренком та добровольцем Володимиром Білоцьким, відбувся 20 березня 2022 року в місті Житомирі.

## Родина
У загиблого залишились дружина, син та донька.

## Нагороди
- Орден «За мужність» III ступеня (2022, посмертно) — за особисту мужність і самовіддані дії, виявлені у захисті державного суверенітету та територіальної цілісності України, вірність військовій присязі.